# Forte Augusto
O Forte Augusto, também conhecido como Forte da Estacada, Forte da Trincheira ou Forte do Castro, localizava-se na Ponta da Praia, dominando a entrada do canal e a praia do Embaré, ao sul da cidade de Santos, no litoral do estado brasileiro de São Paulo. Demolido no início do século XX, em seu local ergue-se em nossos dias o Museu de Pesca.

## História
Existem dois projetos para a edificação desta estrutura:
- em 1712, de autoria de Manuel Pinto de Villa Lobos que aproveitava desenhos do século XVII, com planta quadrangular e quatro baluartes;
- em 1714, de autoria do Brigadeiro João Massé, "(...)possuía planta quadrangular com uma tenalha voltada para o Canal da Barra, e dois baluartes angulares no lado norte. Estava protegido por um fosso e uma linha externa de estacada".

O particular João de Castro de Oliveira ofereceu-se para erguer o forte às suas próprias expensas, em troca das seguintes mercês da Coroa: "O Forro de Fidalgo da Casa de S. Mag. na forma do Estilo"; "(...) dois hábitos de Cristo cada um com Tença de oitenta mil réis cada ano por três vidas para passar de Pai a Filho e deste a Neto, pagas as ditas tenças nesta provedoria de Santos"; "(...) a propriedade de um ofício nas Minas que renda todos os anos duzentos mil réis"; e "(...) a patente de Sargento Maior da Dita Fortaleza para mim e meus descendentes com vinte mil réis de soldo cada mês." (MORI, 2003:142).
Como os custos de construção seriam muito elevados, a Provisão Régia de 27 de janeiro de 1715 aprovou a proposta de João de Castro de Oliveira. As obras preliminares haviam sido iniciadas no ano anterior, mas encontravam-se paralisadas em 1721, conforme Relatório de Inspeção do então governador e capitão-general da capitania de São Paulo, Rodrigo César de Meneses. Aquele governante concluía que, se o cidadão Manoel (sic) de Castro, que se oferecera para edificá-lo em troca de mercê da Coroa portuguesa, não o fizesse, ele mandaria construí-lo por conta da consignação autorizada pela Coroa para as obras de defesa.
Constituía-se primitivamente em uma estacada de madeira e terra apiloada. Tinha a função de acompanhar o movimento de navios fora da barra em alto mar, cruzando fogos com a Fortaleza de Santo Amaro da Barra Grande (SOUZA, 1885:117), que lhe era fronteiro.
De acordo com o relato do Brigadeiro José da Silva Pais, quatro anos mais tarde (1725), o forte, em cujos alicerces mal seguros se assentavam cinco peças de artilharia, devia ser abandonado, uma vez que o cidadão João de Castro Oliveira, que então se prontificara a erguê-lo, não mais pretendia prosseguir a obra. Esses alicerces eram de "pedra de alvenaria mal-argamassada e com pequena espessura para poderem resistir aos embates do mar, à ação do tempo e a qualquer combate sério com o inimigo."
Em 1734, por determinação de João V de Portugal (1705-1750), o então governador e capitão-General da capitania de São Paulo, conde de Sarzedas, inspecionando as fortificações marítimas da baixada santista, constatou que para concluir as obras do forte, seria necessária uma despesas excedente de 80.000 cruzados, o que manteve as obras em suspenso por mais algum tempo.
As obras foram retomadas em 1738 pelo Brigadeiro Silva Pais (MORI, 2003:142-45). Este abandonou os trabalhos com base no projeto de João Massé e, entre as novas obras, fez executar uma estacada de madeira em torno do perímetro da fortificação, o que originou a denominação de Forte da Estacada (MORI, 2003:147). Estaria guarnecido por um cabo, oito soldados e um oficial inferior, responsáveis pelo reconhecimento de navios.
Posteriormente, no governo da capitania de São Paulo pelo capitão-general D. Luís António de Sousa Botelho Mourão - quarto morgado de Mateus (1765-1775), dentro do contexto das obras de recuperação da Fortaleza de Santo Amaro da Barra Grande, quando foi levantada a Bateria da praia do Góis (1765 e 1766, respectivamente) o Forte da Estacada foi inicialmente reparado (estacada reforçada, parapeitos melhorados), para ser posteriormente reformado, ganhando estrutura de forma tenalhada com dois flancos em ângulo reentrante para o lado de terra, numa extensão de cerca de quarenta metros. Em Relatório à Coroa, acerca das fortificações da Capitania, datado de 30 de junho de 1770, este governador informou que esta praça estava artilhada com nove peças: três de calibre 8, cinco de 6 e uma de 4 libras de bala (GARRIDO, 1940:134).
Um relatório manuscrito descreve o estado da fortificação, ao final do século XVIII:
"Na Fortaleza da Trincheira se acham onze peças todas desmontadas e algumas já sem serventia. A estacada está toda podre e o quartel já bastante arruinado. Com pouca despesa se pode fazer na frente do quartel uma grande varanda, onde se recolha a artilharia, pois com facilidade vai a artilharia ao seu lugar na bateria em qualquer repente. Este forte cruza seus fogos com os da Fortaleza da Barra Grande e dele se descobre toda a barra e o mar grosso. Pode, por esta razão, fazer avisos aos mais para estes se porem em ação e prontos para o combate." ("Sobre as fortificações da costa marítima da Capitania de São Paulo", manuscrito sem autor nem data (c. 1797). in: Documentos Interessantes para a História e Costumes de São Paulo. vol. XLIV, p. 305).
O Relatório do marechal Daniel Pedro Müller (1830), informa que a guarnição do forte, em tempo de guerra, era de um oficial superior, dois inferiores, quatorze artilheiros, trinta e oito serventes de artilharia e quarenta soldados de infantaria (in: Ensaio Estatístico da Província de São Paulo.). Em 1870 encontrava-se sob o comando do capitão Antônio Martins Fontes.
Foi transferido para o Ministério da Marinha pela Portaria de 11 de agosto de 1873 (SOUZA, 1885:117). O mesmo autor relata que se encontrava em ruínas, à época (1885) (op. cit., p. 117). De acordo com o relatório do comandante Francisco Álvaro de Souza, em 1889 encontrava-se artilhado com seis canhões (MORI, 2003:157). Durante a Revolta da Armada (1893-1894) voltou a ser ocupado por forças do Exército brasileiro, instalando-se em seu terrapleno arruinado e na sua vizinhança baterias pesadas, que dispararam contra o Cruzador República e o Cruzador Palas, a caminho do Sul, em 20 de setembro de 1893. Na ocasião, o então presidente do Estado de São Paulo, Dr. Bernardino de Campos, assistiu aos acontecimentos nas instalações do Forte da Estacada. O forte mantinha ainda no ano de 1895, cinco canhões Withworth de calibre 70, sendo quatro antecarga e um retro-carga.
Serviu como depósito de materiais bélicos até ao início do século XX. GARRIDO (1940) dá-o como desaparecido (op. cit., p. 135): na realidade, a partir de 1906, as ruínas de suas muralhas foram demolidas para dar lugar ao edifício da Escola de Aprendizes Marinheiros. A partir de 1930 o edifício passou a abrigar a Escola de Pesca do Estado de São Paulo, atual Museu de Pesca (MORI, 2003:159).
Em seu pátio o visitante encontra, sobre uma plataforma, um canhão Withworth de 70 libras, de fabricação inglesa (c. 1860).

## Curiosidades
- A ferrovia "Linha Forte Augusto", que ligava o porto de Santos ao forte, continuou em funcionamento mesmo depois de sua desativação.
- Mesmo depois da desativação da linha, os seus trilhos ainda permaneceram instalados até à década de 1970. Com a construção dos armazéns do Estuário e da Ponta da Praia do Porto de Santos, as casas que ficavam na rua "Linha Forte Augusto" deram lugar aos armazéns e à Avenida Portuária, hoje denominada Avenida Mário Covas.